# Henri Brisson
Eugène Henri Brisson, född 31 juli 1835, död 13 april 1912, var en fransk politiker.
Brisson började sin bana som advokat och journalist. Tillsammans med Paul-Armand Challemel-Lacour grundade han tidningen La revue politique. Han slött sig till oppositionen under Napoleon III och blev efter dennes fall 1870 vald till deputerad för Paris åren 1871, 1876, 1877 och 1881. Han var en utpräglad antiklerikal och tillhörde dåtidens yttersta vänster. Brisson kämpade särskilt för införandet av allmän obligatorisk skolundervisning. Åren 1881-85 var han president i deputeradekammaren och blev 1885 konseljpresident. 
Efter att på nytt blivit president i kammaren 1894-98 tog han stor del i avslöjandet av Panamaskandalen. I juni 1898 bildade Brisson ministär under en av Dreyfusaffärens oroligaste perioder. Senare stödde han Pierre Waldeck-Rousseaus och Émile Combes ministärer och kämpade för lagarna beträffande religiösa ordnar och lagen om skilsmässa mellan stat och kyrka. Åren 1904 och 1906-12 var han åter president för deputeradekammaren.
Bland Brissons skrifter märks La Congrégation, aperçu historique (1902) och Souvernirs. L'affaire Dreyfus (1908).